# Ідрісово (Альшеєвський район)
Ідрі́сово (рос. Идрисово, башк. Иҙрис) — присілок у складі Альшеєвського району Башкортостану, Росія. Входить до складу Шафрановської сільської ради.
Населення — 389 осіб (2010; 445 в 2002).
Національний склад:
- башкири — 98 %